# Cepphus carbo
Cepphus carbo là một loài chim trong họ Alcidae.

## Mô tả
Loài này dài khoảng 38 cm với chân đỏ, mỏ đen và mống mắt hơi đen.
Cá thể trưởng thành vào mùa sinh sản có bộ lông nổi bật, phần lớn là lông đen xỉn màu xám xịt, ngoại trừ "cặp kính" màu trắng dễ thấy trên mặt
Ở cá thể trưởng thành ngoài mùa sinh sản, bộ lông dưới có màu trắng, đồng nhất có màu nâu xám nhạt. Các cá thể chuyển tiếp giống như những con trưởng thành đang sinh sản, ngoại trừ phần dưới có vảy màu trắng.
Bộ lông chim trống và chim mái, nhưng cá thể chưa thành niên có thể tách biệt với cá thể trưởng thành. Không có phân loài.

## Phạm vi phân bố
Phạm vi loài chim này giới hạn ở Tây Bắc Thái Bình Dương: khắp biển Okhotsk và quần đảo Kuril ở Nga và trên đảo Hokkaidō ở phía bắc Nhật Bản.